# Parafia Wszystkich Świętych w Wysinie
Parafia Wszystkich Świętych w Wysinie – parafia rzymskokatolicka, znajdująca się w diecezji pelplińskiej, w dekanacie Skarszewy.